# GE 70T
As GE 70T foram locomotivas de manobra fabricadas pela GE. São somente as da EFSJ que possuíam bitola larga. As demais na bitola métrica são denominadas GE 64 T. Foram compradas inicialmente no Brasil pela EFS e RVPSC em 1947. A RVPSC recebeu mais 4 unidades em 1948, posteriormente em 1952 a CMEF adquiriu 12 unidade em bitola métrica e a EFSJ em 1956 15 unidades em bitola larga. Foram fabricadas pela GE Transportation nos EUA.
|  |